# Carlos Pimienta
Carlos Daniel Pimienta (nacido en Treinta y Tres, Uruguay el 19 de enero de 1992). Es un futbolista profesional uruguayo, se desempeña en el terreno de juego como defensa y su actual equipo es el Chankas CYC de la Liga 1 de Perú.

## Clubes
| Club                           | País                 | Año         |
| ------------------------------ | -------------------- | ----------- |
| Club Atlético Progreso         | Uruguay              | 2013 - 2015 |
| Universidad O&M FC             | República Dominicana | 2016        |
| Club Sportivo Miramar Misiones | Uruguay              | 2017 - 2018 |
| Club Sportivo Cerrito          | Uruguay              | 2019 - 2022 |
| Club Deportivo Águila          | El Salvador          | 2023        |
| Colón FC                       | Uruguay              | Enero 2024  |
| Internacional de Barinas       | Venezuela            | Julio 2024  |
| Chankas CYC                    | Perú                 | 2025        |